# Candela par mètre carré
Pour les articles homonymes, voir Nit.
La candela par mètre carré (symbole cd m−2 ou cd/m2) est l'unité dérivée de luminance du Système international d'unités (SI) correspondant à une intensité lumineuse d'une candela pour une aire d'un mètre carré. Le nit est l'ancien nom de cette unité dans le système MKSA.
|                                               | SI grandeurs photométriques | v · d · m                       |                      |              | |
| Grandeur                                      | Grandeur                    | Unité                           | Unité                | Dimension    | Notes |
| Nom                                           | Symbole                     | Nom                             | Symbole              | Dimension    | Notes |
| Quantité de lumière                           | Qv                          | lumen-seconde                   | lm⋅s                 | T⋅J          | Le lumen-seconde est parfois appelé le talbot.                                                                                        |
| Flux lumineux                                 | Φv                          | lm (= candela stéradian)        | lm (= cd⋅sr)         | J            | Quantité de lumière par unité de temps                                                                                                |
| Intensité lumineuse                           | Iv                          | candela (= lumen par stéradian) | cd (= lm/sr)         | J            | Flux lumineux par unité d'angle solide                                                                                                |
| Luminance                                     | Lv                          | candela par mètre carré         | cd/m2 (= lm/(sr⋅m2)) | L−2⋅J        | Flux lumineux par unité d'angle solide par unité de surface de source projetée. Le candela par mètre carré est parfois appelé le nit. |
| Éclairement lumineux                          | Ev                          | lux (= lumen par mètre carré)   | lx (= lm/m2)         | L−2⋅J        | Flux lumineux incident sur une surface                                                                                                |
| Exitance lumineuse                            | Mv                          | lumen par mètre carré           | lm/m2                | L−2⋅J        | Flux lumineux émis depuis une surface                                                                                                 |
| Exposition lumineuse                          | Hv                          | lux-seconde                     | lx⋅s                 | L−2⋅T⋅J      | Éclairement lumineux intégré en fonction du temps                                                                                     |
| Densité de quantité de lumière                | ωv                          | lumen-seconde par mètre cube    | lm⋅s/m3              | L−3⋅T⋅J      | |
| Efficacité lumineuse (d'un rayonnement)       | K                           | lumen par watt                  | lm/W                 | M−1⋅L−2⋅T3⋅J | Quotient du flux lumineux sur le flux énergétique                                                                                     |
| Efficacité lumineuse (d'une source)           | η                           | lumen par watt                  | lm/W                 | M−1⋅L−2⋅T3⋅J | Quotient du flux lumineux sur la puissance consommée                                                                                  |
| Coefficient lumineux                          | V                           |                                 |                      | 1            | Efficacité lumineuse normalisée par l'efficacité maximale possible                                                                    |
| Voir aussi : - SI - Photométrie - Radiométrie |                             |                                 |                      |              | |

1. ↑  Les symboles dans cette colonne dénotent les dimensions; "L", "T" and "J" correspondent à la longueur, la durée et l'intensité lumineuse, et non les symboles des unités litre, tesla and joule.
2. ↑  Les Organismes de normalisations recommendent que les grandeurs photométriques soient dénotées avec un "v" (pour "visible") afin d'éviter la confusion avec les grandeurs radiometriques ou de photons. Par exemple : USA Standard Letter Symbols for Illuminating Engineering USAS Z7.1-1967, Y10.18-1967
3. 1 2 3  Symboles alternatifs parfois utilisés: W pour la quantité de lumière, P ou F pour le flux lumineux, et ρ pour l'efficacité lumineuse d'une source.